# GAZ
GAZ (также Творческое Объединение «GAZ», «ГАЗ») — российский лейбл звукозаписи, клуб, продюсерский центр и агентство по менеджменту и продвижению артистов. На его базе производится музыкальная, видео- и кинопродукция, организуются концерты, фестивали, спектакли, выставки и прочие культурные мероприятия. Владельцами являются Василий Вакуленко, Евгений Антимоний.
Компания также имеет собственные арт-бюро, чайную, ресторан азиатской кухни, сеть пивных спорт-баров, сеть магазинов фирменной продукции, сеть вейп-шопов и ювелирную компанию.

## История
Творческое объединение возникло вокруг закрытого клуба «Газгольдер», основанного Русланом Таркинским в марте 2005 года в пустующем здании бывшего московского газового завода «Арма», построенного в середине XIX века. К открытию клуба и созданию объединения имел отношение Богдан Титомир, который заметил рэпера Басту, пригласил в тусовку и начал его продюсировать. Владельцем был (и продолжает являться в доле с Бастой по сей день) Евгений Антимоний.
В 2006 году появляется одноимённая звукозаписывающая студия и лейбл, на котором выходит первый альбом Басты. Соучредителями лейбла являются Денис Крючков и Юрий «Жора» Булавин.
В 2007 году Баста стал совладельцем музыкального лейбла «Газгольдер». Также в 2007 году открывается чайная Андрея Цукерберга.
В 2008 году в клубе состоялся закрытый показ фильмов «Чайный пьяница» и «Рвы».
С 2009 года в «Газгольдере» начинает работать ресторан китайской кухни.
С 2010 года ежегодно в середине июля творческое объединение проводит большие концерты. Первые годы площадкой выступал Зелёный театр в Парке Горького в Москве, а совместные выступления давали Баста и Гуф. Первое мероприятие прошло 21 июля. Спустя год исполнители собрали под проливным дождём 8 тысяч человек, а в 2012 году концерт прошёл 19 июля.
В 2011 году состав «Газгольдера» пополнился коллективом «Триагрутрика» и рэпером Смоки Мо. Агентство занялось букингом артистов.
На Gazgolder с 27 июля 2012 по 5 февраля 2013 года выходят с 9 по 15 выпуски «Вестирэпа» — авторского интернет-проекта на YouTube, впоследствии переросшего в крупнейший в России YouTube-канал про рэп — «VSRAP».
В 2013 году мероприятие «Баста / Гуф» сменило формат и стало называться фестивалем «Баста+», где вместе с Бастой выступали и другие представители лейбла. 18 июля в парке выступили Тати, Словетский, Смоки Мо, группы «АК-47» и «Триагрутрика» без участия Гуфа. В 2014 году 17 июля на фестивале под открытым небом выступили Баста, Гуф, Смоки Мо, «АК-47», Тати, Словетский, «Триагрутрика», Скриптонит и Tony Tonite. Последний фестиваль «Баста+» в Зелёном театре прошёл 16 июля 2015 года и собрал не только исполнителей рэпа, но и рока. С Бастой выступили Тати, «АК-47», Смоки Мо, «Триагрутрика», «Нервы», Скриптонит, QП, Ноггано, Словетский, Tony Tonite и Nel. В тот же год вышел сборник «Баста+ 2015», в треклисте которого композиции артистов лейбла.
В феврале 2014 года новым резидентом лейбла стал Скриптонит.
24 апреля 2014 года в кинопрокат вышел полнометражный фильм «Газгольдер», собравший 37 млн рублей за первую неделю показов.
В 2015 году «Газгольдер» переезжает в другое здание того же завода.
В феврале 2016 года в клубе «Газгольдер» состоялся закрытый показ фильма «Ке-ды» режиссёра Сергея Соловьёва, в котором в роли военного участвовал Вакуленко. К фильму Бастой было записано три песни и снято два клипа. Также в список саундтреков вошли и другие композиции Василия.
С 7 июля 2016 года на радиостанции DFM у объединения появилась собственная передача «Gazgolder Live», в эфире которой Василий Вакуленко, Вадим Карпенко и Сергей Мезенцев брали интервью у музыкантов и других видных персон. Вещание программы завершено в 2017 году.
Ежегодный июльский фестиваль под открытым небом с новым названием «Gazgolder Live» с 2016 года стал проводиться на территории завода «Арма». В этом году на сцене выступили Баста, Тати, Скриптонит, Смоки Мо, ATL, Tony Tonite, NEL, QП, Charusha, Словетский, группы «Триагрутрика», «АК-47», «Нервы», Эра Канн, Lil Kate, DJ Minimi и DJ Mixoid. По его окончании рэпер Децл пожаловался в сети на громкую музыку в позднее время. Баста высмеял Кирилла Толмацкого, после чего всё это переросло в несколько судебных дел (см. Конфликт с Децлом).
В сентябре 2016 года певица Тати покинула объединение Gazgolder и продолжила сольную карьеру.
В марте 2017 года участниками объединения стали украинский рэпер T-Fest и московский артист Саша Чест. Покинули лейбл украинская рок-группа «Нервы» и белорусский музыкант Tony Tonite, однако сотрудничество с ними в рамках проектов продолжится.
Очередной фестиваль Gazgolder Live в 2017 году прошёл 21 июля. На его сцене выступили не только резиденты лейбла Баста, Смоки Мо, Скриптонит, T-Fest, Словетский и Саша Чест, но и ATL, Хаски, MiyaGi и Эндшпиль, Jillzay и Cvpellv.
Хостер Zloi Negr 7 августа 2017 года выпустил 30-минутный лонгмикс Zloi Gaz Mix. По его словам, работа была сделана с одобрения Басты. Треклист релиза содержит последние хиты артистов «Газгольдера» — Скриптонита, Ноггано, Смоки Мо, T-Fest, Словетского, а также других артистов, некоторые куплеты которых не были опубликованы ранее.
11 августа вместе с видеоклипом на YouTube «Айловаю» представлены новые резиденты «Газгольдера» — группа MODI из Нижнего Новгорода. Их работы сочетают трэп-соул, фанк, ритм-энд-блюз, рэп, поп-музыку новой волны. В конце года ещё одним участником объединения стал исполнитель Matrang.
28 декабря 2020 года участники лейбла GAZ представили новогодний концерт «GazЗаказ», где вживую исполнили свои главные хиты. В записи приняли участие Баста, T-Fest, Matrang, Anikv, Вадяра Блюз, Zivert, SALUKI, Kyivstoner и Lucaveros.

## Персонал
- Николай Дуксин — директор продюсерского центра, лейбла, концертный директор Басты[3][31]
- Наталья Мостакова — PR-директор
- Дмитрий Миловзоров — SMM-директор
- Игорь Климов — Концертный директор

## Список участников объединения

### Основные участники
- Олег Груз (с 2005)
- Василий Вакуленко (c 2005)
  - Баста
  - Ноггано
  - N1NT3ND0
  - Gorilla Zippo
- QП aka КРП aka Купэ (c 2005)
- Словетский (с 2012)
- Вадяра Блюз (с 2018)[32]
- Lucaveros (с 2019)
- Anikv (с 2019)
- Минаева (с 2019)
- Контаев (с 2020)
- DoppDopp (c 2021)
- Zapravka (с 2021)
- Гранж (с 2021)
- Mika Vino (с 2021)
- Ваня Кургалин (с 2022)
- KISO (с 2022)
- Baho Khabi (с 2022)
- Icegergert (с 2024)
- Bro Upgrade (с 2024)
- Lil Kavkaz (c 2024)
- Og Minay (c 2024)
- Baby Cute (с 2024)
- The OM (с 2024)
- Placko (c 2024)
- Дэкой (с 2024)
- Polovinka (с 2024)
- Макси Грин (с 2024)
- Kommo
- Krillaz
- Fardi
- Brau
- Levandowskiy

### Бывшие участники
- DJ Tactics (2010)
- Umbrella (2010)
- Guf (2009—2013)[к 8]
- Пика (2010—2013)
- Тати (2005—2016)[33]
- «АК-47» (2009—2016)[34]
  - Витя АК
  - Максим АК
- «Триагрутрика» (2011[15]—2016[34])
  - Jahmal
  - Vibe
  - Ingushit aka Big Mic
  - DJ Puza aka MC Пузырь
- «Нервы» (2015—2017)[26]
  - Женя Мильковский
  - Roman Bulakhov
  - Дмитро Дудка
  - Алексей Бочкарёв
- Tony Tonite (2014—2017)[26]
- Эра Канн (2016—2017)
- Lil Dik (2016—2017)
- Charusha (2015—2018)[35]
- Lil Kate (2016—2018)[36]
- Саша Чест (2017—2018)[26]
- Modi (2017—2018)[29]
- Bratia Stereo (2011—2018)
- Скриптонит (2013—2018)[20]
- Смоки Мо (2005—2020)[15]
- Tritia (2019—2021)
- T-Fest (2017—2022)
- ODI (2021—2022)
- Matrang (2017—2024)
- Straniza (2019—2024)

### Прочие участники
- Раста aka БанКок — бэк-вокалист, DJ
- DJ Бэка — DJ, битмейкер
- DJ Mixoid — DJ
- Рэпер Сява — музыкальный исполнитель
- Крёстная Семья (2011—2018) — рэп-группа
- Кравц — музыкальный исполнитель[к 9]
- Анна Дворецкая (2016—2019)[37] — бэк-вокалистка
- Jillzay (2016—2017) — музыкальный коллектив
- 104, Truwer, Benz[к 10] — музыкальные исполнители
- «303 Каратиста»[к 11] — музыкальный дуэт
- Качевники (2018—2019) — музыкальный коллектив
- Daria Yanina — музыкальная исполнительница[к 12]
- Кирилл Медников — музыкальный исполнитель[к 13]
- Kesh — музыкальный исполнитель[к 14]
- Levandowskiy — музыкальный исполнитель
- Рамш — музыкальный исполнитель
- Kyivstoner (2018—2022) — музыкальный исполнитель
- Biggy Bongs — музыкальный исполнитель
- Регион Снега — музыкальный исполнитель
- Big Black Boots — музыкальный исполнитель
- Mark — музыкальный исполнитель

## Музыкальные релизы
| Год  | Релиз                                | Исполнитель                                            | Тип                                    |
| ---- | ------------------------------------ | ------------------------------------------------------ | -------------------------------------- |
| 2006 | «Баста 1»                            | Баста                                                  | Студийный альбом                       |
| 2006 | «Веселящий Gaz 1»                    | «Газгольдер»                                           | Сборник                                |
| 2006 | «Да Ну Его На Gaz 2»                 | «Газгольдер»                                           | Сборник                                |
| 2006 | «Баста 1 (Издание Дополненное)»      | Баста                                                  | Дополненное издание студийного альбома |
| 2006 | «Свобода»                            | Богдан Титомир                                         | Студийный альбом                       |
| 2007 | «Баста 2»                            | Баста                                                  | Студийный альбом                       |
| 2008 | «Первый»                             | Ноггано                                                | Студийный альбом                       |
| 2009 | «Мой магнитофон»                     | КРП aka Купэ                                           | Студийный альбом                       |
| 2009 | «Тёплый»                             | Ноггано                                                | Студийный альбом                       |
| 2009 | Berezovskiy                          | «АК-47»                                                | Студийный альбом                       |
| 2009 | «MP3 Васи»                           | Баста, Ноггано                                         | Сборник                                |
| 2010 | «МегаPolice»                         | «АК-47»                                                | Студийный альбом                       |
| 2010 | «Баста 3»                            | Баста                                                  | Студийный альбом                       |
| 2010 | «Баста/Гуф»                          | Баста и Guf                                            | Студийный альбом                       |
| 2010 | «Здесь и сейчас»                     | Децл                                                   | Студийный альбом                       |
| 2011 | N1NT3ND0                             | N1NT3NDO                                               | Студийный альбом                       |
| 2011 | «2В12»                               | Витя АК («АК-47») и Tip                                | Студийный альбом                       |
| 2012 | «Любовь спасёт мир»                  | Jahmal [TGK]                                           | Мини-альбом                            |
| 2012 | Mozaika                              | Словетский                                             | Студийный альбом                       |
| 2012 | «Жирный»                             | Витя АК («АК-47»)                                      | Студийный альбом                       |
| 2012 | «Т.Г.К.липсис»                       | «Триагрутрика»                                         | Студийный альбом                       |
| 2012 | Crocus City Hall 2012                | Баста                                                  | Концертный альбом                      |
| 2013 | 8 Bit Remix                          | Vibe [TGK]                                             | Альбом ремиксов                        |
| 2013 | «Баста 4»                            | Баста                                                  | Студийный альбом                       |
| 2013 | «Тяжеловес»                          | Jahmal [TGK]                                           | Студийный альбом                       |
| 2013 | «Младший»                            | Смоки Мо                                               | Студийный альбом                       |
| 2013 | «Баста+»                             | Баста                                                  | Сборник                                |
| 2013 | Bratia Stereo                        | Bratia Stereo                                          | Студийный альбом                       |
| 2013 | PapaPu Show                          | DJ Puza [TGK]                                          | Студийный альбом                       |
| 2014 | Tati                                 | Тати                                                   | Студийный альбом                       |
| 2014 | iTunes Session                       | Баста                                                  | Концертный альбом                      |
| 2014 | «Базирование»                        | «Триагрутрика»                                         | Студийный альбом                       |
| 2014 | «Газгольдер»                         | Gazgolder                                              | Сборник                                |
| 2014 | «Захолустье»                         | Jahmal [TGK]                                           | Мини-альбом                            |
| 2014 | The October Sounds                   | DJ Puza [TGK]                                          | Мини-альбом                            |
| 2014 | «Кара-Тэ: 10 лет спустя»             | Смоки Мо                                               | Альбом ремиксов                        |
| 2014 | «Оттепель»                           | Словетский                                             | Студийный альбом                       |
| 2014 | «Спокойствие»                        | Jahmal [TGK]                                           | Мини-альбом                            |
| 2015 | «Баста / Смоки Мо»                   | Баста, Смоки Мо                                        | Студийный альбом                       |
| 2015 | «К тебе»                             | Gazgolder                                              | Сборник                                |
| 2015 | «Третье дыхание»                     | «Нервы»                                                | Студийный альбом                       |
| 2015 | IndiWeed                             | Big Mic [TGK]                                          | Студийный альбом                       |
| 2015 | «Третий»                             | «АК-47»                                                | Студийный альбом                       |
| 2015 | «Баста+ 2015»                        | «Газгольдер»                                           | Сборник                                |
| 2015 | EP2015                               | Vibe [TGK]                                             | Мини-альбом                            |
| 2015 | «Дом с нормальными явлениями»        | Скриптонит                                             | Студийный альбом                       |
| 2015 | «Knigga Рифм 3 — Родники Урала»      | «Триагрутрика»                                         | Сборник                                |
| 2016 | Live @ Ледовый Дворец                | Баста & Большой Симфонический Оркестр Санкт-Петербурга | Концертный альбом                      |
| 2016 | «Ке-ды»                              | Различные исполнители                                  | Альбом саундтреков                     |
| 2016 | «Баста 5»                            | Баста                                                  | Студийный альбом                       |
| 2016 | «Из Питера»                          | Егор Сесарев                                           | Студийный альбом                       |
| 2016 | EP2016                               | Vibe [TGK]                                             | Мини-альбом                            |
| 2016 | «Навсегда»                           | Charusha                                               | Студийный альбом                       |
| 2016 | «#набитах»                           | Сява                                                   | Студийный альбом                       |
| 2016 | Awake                                | Tony Tonite                                            | Студийный альбом                       |
| 2016 | TGK AK47                             | «Триагрутрика» и «АК-47»                               | Студийный альбом                       |
| 2016 | «Костёр»                             | «Нервы»                                                | Студийный альбом                       |
| 2016 | «9»                                  | Полина Гагарина                                        | Студийный альбом                       |
| 2016 | «Ю»                                  | Tony Tonite                                            | Мини-альбом                            |
| 2016 | 718 Jungle                           | Jillzay                                                | Студийный альбом                       |
| 2016 | «Пароль: BLAZHEN$TVO»                | Lil Dik                                                | Студийный альбом                       |
| 2016 | «Лакшери»                            | Ноггано                                                | Студийный альбом                       |
| 2017 | «День третий»                        | Смоки Мо                                               | Студийный альбом                       |
| 2017 | Open Season                          | Jillzay                                                | Мини-альбом                            |
| 2017 | Neonovy Govnuk                       | Lil Dik                                                | Мини-альбом                            |
| 2017 | «Праздник на улице 36»               | Скриптонит                                             | Студийный альбом                       |
| 2017 | «Молодость 97'»                      | T-Fest                                                 | Студийный альбом                       |
| 2017 | «Сафари»                             | 104 x Truwer                                           | Студийный альбом                       |
| 2017 | Ununiform                            | Tricky                                                 | Студийный альбом                       |
| 2017 | Saturation                           | Cvpellv                                                | Студийный альбом                       |
| 2017 | Synthesis                            | Cvpellv                                                | Студийный альбом                       |
| 2017 | «Уроборос: Улица 36 / Зеркала»       | Скриптонит                                             | Студийный альбом                       |
| 2017 | «Калина красная»                     | Словетский                                             | Студийный альбом                       |
| 2018 | «День первый»                        | Смоки Мо                                               | Студийный альбом                       |
| 2018 | Feeling So Good                      | Cvpellv                                                | Студийный альбом                       |
| 2018 | «Эйа»                                | Matrang                                                | Студийный альбом                       |
| 2018 | «AOM»                                | Олег Груз                                              | Студийный альбом                       |
| 2018 | «Иностранец»                         | T-Fest                                                 | Студийный альбом                       |
| 2019 | Da                                   | Matrang                                                | Студийный альбом                       |
| 2019 | «Белый блюз»                         | Смоки Мо                                               | Студийный альбом                       |
| 2019 | «Папа на рэйве»                      | N1nt3nd0                                               | Студийный альбом                       |
| 2019 | «Книга грехов»                       | Lucaveros                                              | Студийный альбом                       |
| 2019 | «Цвети или погибни»                  | T-Fest                                                 | Студийный альбом                       |
| 2019 | «Стейкхаус»                          | Смоки Мо                                               | Студийный альбом                       |
| 2019 | Y                                    | Tritia                                                 | Студийный альбом                       |
| 2019 | «Жив»                                | Вадяра Блюз                                            | Студийный альбом                       |
| 2019 | Так и живьём. Дорожный альбом (Live) | Баста                                                  | Концертный альбом                      |
| 2020 | «ТРИ»                                | Matrang                                                | Студийный альбом                       |
| 2020 | «Выйди и зайди нормально»            | T-Fest и Makrae, Barz, Амд                             | Студийный альбом                       |
| 2020 | Vol.1                                | Gorilla Zippo                                          | Студийный альбом                       |
| 2020 | «Мой мир»                            | Рамш                                                   | Макси-синглы                           |
| 2020 | «Старше»                             | Anikv                                                  | Мини-альбом                            |
| 2020 | «Контрасты»                          | Straniza                                               | Макси-синглы                           |
| 2020 | «Любовь/грустно»                     | T-Fest                                                 | Макси-синглы                           |
| 2020 | Deep ish mode by                     | Контаев                                                | Мини-альбом                            |
| 2020 | «Городской сумасшедший»              | Biggy Bongs                                            | Мини-альбом                            |
| 2020 | «Битолз»                             | Валера Блюз и Dendy                                    | Макси-синглы                           |
| 2020 | «Колесом»                            | Рамш                                                   | Мини-альбом ремиксов                   |
| 2020 | Super Mario                          | Смоки Мо                                               | Студийный альбом                       |
| 2020 | «Баста 40»                           | Баста                                                  | Студийный альбом                       |
| 2020 | «Причины»                            | Lucaveros                                              | Мини-альбом                            |
| 2020 | «Киносеанс»                          | Anikv                                                  | Мини-альбом                            |
| 2020 | «Вдох времени»                       | Олег Груз                                              | Студийный альбом                       |
| 2020 | Antishlyagger IV                     | Словетский                                             | Мини-альбом                            |
| 2021 | Gazgolder Demo / Vol. 1              | Gazgolder                                              | Сборник                                |
| 2021 | «Мир другой»                         | Mika Vino                                              | Студийный альбом                       |
| 2021 | «Натоптала»                          | Минаева                                                | Мини-альбом                            |
| 2021 | «Открыто»                            | ODI                                                    | Мини-альбом                            |
| 2021 | «Пока все спят»                      | Олег Груз                                              | Студийный альбом                       |
| 2021 | «Стрелы»                             | Вадяра Блюз                                            | Мини-альбом                            |
| 2021 | «Рай.он»                             | Баста, Скриптонит и Nitman                             | Альбом ремиксов                        |
| 2021 | Peace Dance                          | Biggy Bongs                                            | Мини-альбом                            |
| 2021 | «Паутина слов»                       | Рамш                                                   | Студийный альбом                       |
| 2021 | «В пустоту»                          | Big Black Boots                                        | Студийный альбом                       |
| 2021 | «Барби и танцы»                      | DoppDopp                                               | Макси-синглы                           |
| 2021 | «Отопление»                          | DoppDopp                                               | Мини-альбом                            |
| 2021 | «АИ-95»                              | Zapravka                                               | Студийный альбом                       |
| 2021 | Antishlyagger V                      | Словетский                                             | Макси-синглы                           |
| 2022 | TripSet                              | Смоки Мо                                               | Студийный альбом                       |
| 2022 | Brids                                | Levandowskiy и SCHE                                    | Студийный альбом                       |
| 2022 | «Мрачный»                            | Mika Vino                                              | Макси-синглы                           |
| 2022 | 8622                                 | Вадяра Блюз                                            | Студийный альбом                       |
| 2022 | «Сандзару»                           | Baho Khabi                                             | Студийный альбом                       |
| 2022 | DAY X                                | Lucaveros                                              | Мини-альбом                            |
| 2022 | «АИ-98»                              | Zapravka                                               | Студийный альбом                       |
| 2022 | Firmaa                               | Firmaa                                                 | Мини-альбом                            |
| 2022 | Sweetie                              | Гранж                                                  | Макси-синглы                           |
| 2022 | «Поколение Брат»                     | «Газгольдер»                                           | Сборник                                |
| 2022 | Physis                               | Саша Контаев                                           | Студийный альбом                       |
| 2022 | «Палец на отсечение»                 | Ноггано                                                | Студийный альбом                       |
| 2022 | «Сердце пацана»                      | Ваня Кургалин                                          | Студийный альбом                       |
| 2022 | Agape                                | Levandowskiy, SCHE                                     | Студийный альбом                       |
| 2022 | «Не трогай, это на новый год»        | Zapravka                                               | Макси-синглы                           |
| 2023 | Broken Season                        | Anikv                                                  | Студийный альбом                       |
| 2023 | «Страница 1»                         | Straniza                                               | Студийный альбом                       |

## Кинопродукция
- 2008 — «Чайный пьяница»
- 2008 — «Рвы»
- 2009 — «Пруха»[источник не указан 2316 дней]
- 2014 — «Газгольдер»
- 2018 — «Клубаре»
- 2019 — «Тюрьма»[источник не указан 2316 дней]